# 貝亞特麗絲一世 (勃艮第)
勃艮第的貝亞特麗絲一世（法語：Béatrice Ire de Bourgogne，1143年—1184年11月15日），自1148年起为勃艮第女伯爵，因嫁给腓特烈一世，同时也是神聖羅馬皇后，父親是勃艮第伯爵瑞诺三世。1167年8月1日，她在罗马由对立教宗帕斯卡尔三世加冕为皇后，1178年8月在维埃纳加冕为勃艮第王后。
貝亞特麗絲是神圣罗马帝国历史上仅有的两位曾经被俘虏的皇后之一，另一位是她的儿媳科斯坦察皇后。

## 生平
貝亞特麗絲是雷纳德三世和洛林的雅加特唯一存活的孩子，故为勃艮第伯国的继承人，得名于祖母勃艮第伯爵夫人洛林的贝亚特丽丝。1148年丧父后，她继承了广大的勃艮第伯国，并成为行宫女伯爵。因此，她成为法兰西最被追求的结婚对象之一。她的叔父马孔伯爵吉约姆三世摄政，意图剥夺她的权利，乃至一度囚禁了她。神圣罗马帝国皇帝腓特烈一世阻止了他，并向她求婚。

### 婚礼
腓特烈一世提议结婚，可能是因为勃艮第会给他一个布伦纳山口的替代品和一个对米兰有战略价值的位置，也因为更多的勃艮第骑士部队可以参加他的战争。
貝亞特麗絲與腓特烈的婚礼在1156年6月9日在维尔茨堡举行。婚礼后，特里尔主教对貝亞特麗絲施以王后涂油礼。
约作于1162年的诗《腓特烈一世皇帝在伦巴底的同一首歌》描述结婚当天的貝亞特麗絲：
“维纳斯没有这位处女的美丽，
密涅瓦没有她聪明的头脑
朱诺没有她的财富。
除了圣母玛利亚，再没有别人了
贝亚特丽丝很高兴她能超越对方。”
吉约姆三世死后，腓特烈对吉约姆三世的长子埃蒂安和次子日拉尔授以爵位以为补偿。埃蒂安出席了婚礼。

### 皇后

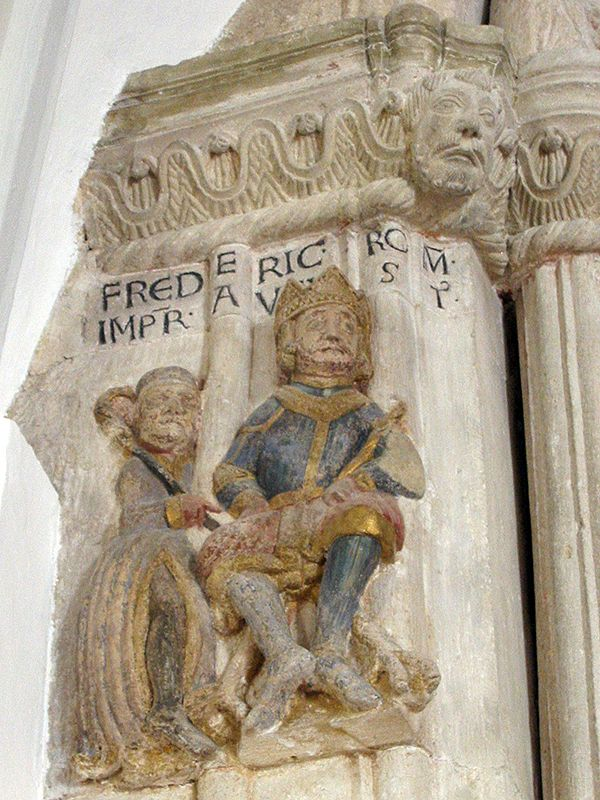
大约1161年在弗赖辛大教堂的浮雕，描述贝亚特丽丝和腓特烈。

他们结婚后，腓特烈通过妻子的权利控制了勃艮第伯国，并成为共治者。尽管贝亚特丽丝是正式的共治者，但在1166年之前，管理勃艮第事务的宪章中很少有贝亚特丽丝的名字，此后，贝亚特丽丝和腓特烈作为勃艮第的共治者，以他们的名义颁布了更多的宪章。她是否真的参与了勃艮第的统治还不得而知。被任命为勃艮第的继承人的是她较年幼的儿子奥托，而不是她的长子。
贝亚特丽丝在整个帝国的旅行和战役中陪伴腓特烈。传说1158年贝亚特丽丝来到腓特烈刚征服的米兰，遭米兰人突袭被俘，被迫以倒骑驴子示众的羞辱性方式穿越城市直到出城。这个传说的一些出处称，1162年腓特烈攻破米兰后为了报复这一侮辱，强迫该城市的地方官员只用牙齿从驴子的肛门上摘下一个无花果。另一个出处说，腓特烈把他的愤怒发泄在城市里的每个健全人身上，他们口中所拿的不是无花果，而是驴粪。更受侮辱的是，他们不得不口含驴粪宣称“看无花果”。据说用大拇指夹在中指和食指之间握拳的侮辱性手势（称为fico）就是起源于这一事件。
贝亚特丽丝至少有一次在战争中发挥了作用：在1159年7月克雷马之围期间，她能够从自己的勃艮第伯国向皇帝提供急需的增援，并于同年7月20日在狮子亨利、大主教奥格斯堡的康拉德和1200名骑士的陪伴下抵达克雷马，为他提供了所需的增援。
1162年腓特烈攻破米兰后，米兰人向他求饶无果，就转向贝亚特丽丝求情，贝亚特丽丝不见他们，他们就在窗前丢下十字架。据《热那亚年表》，最终在贝亚特丽丝的建议下，在米兰城被摧毁的情况下米兰人的生命和财产得到了保全。
同年，意大利编年史家阿塞尔博·莫雷纳在家乡洛迪看到了贝亚特丽丝，说她：
“中等身材，金黄的头发，美丽的脸庞，洁白的牙齿，端正的姿势，小嘴巴，端庄的面容，炯炯有神的眼睛；当别人对她说迷人的奉承的话时，她很害羞；她有一双最漂亮的手，身材苗条；她完全顺从她的丈夫，把他当作自己的主来敬畏，把他当作自己的丈夫来爱；她识字，忠于上帝；正如她被称为贝亚特丽丝一样，她实际上是幸福的（Beata）”。
1167年8月1日，在腓特烈一世攻占罗马后，贝亚特丽丝在罗马被对立教宗帕斯卡尔三世加冕为神圣罗马皇后。随即军中发生瘟疫，撤退时在蓬特雷莫利遭到敌军的袭击，皇后也用两座盾牌武装自己，几乎未能免于箭雨，也有称她在当时持单盾、持剑自卫。他们到达帕维亚后又遭到袭击，皇帝逃脱，皇后则在充满敌意的苏萨呆了一段时间直到次年，可能是被囚禁直到获准离开，并无详细记载她在此期间受到了何种对待。

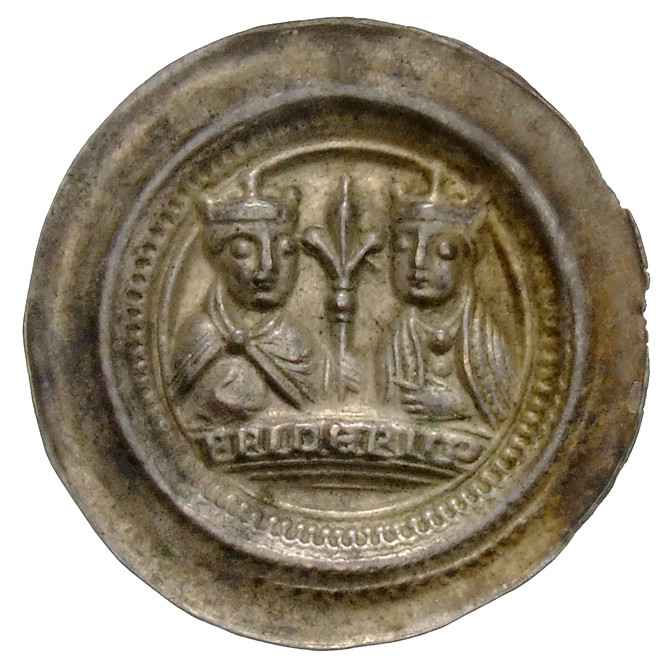
腓特烈和贝亚特丽丝在一枚硬币上，大约1170-1180年。皇帝和皇后的联合描绘在德国中世纪的硬币肖像中是一种创新，显然是在腓特烈一世时期引入的。贾斯珀斯认为，铸币是为了显示这对夫妇是共同统治者。

在有争议的1168年康布雷主教选举期间，贝亚特丽丝支持康布雷的皮埃尔当选，并应他的请求成功阻止了菲利普大主教将康布雷主教区从兰斯转移到科隆的企图，得到了大主教美因茨的克里斯蒂安和狮子亨利的支持。
贝亚特丽丝和腓特烈之间的关系传统上被描述为幸福的，没有任何迹象表明他曾经对她不忠。英格兰编年史家狄克托的拉尔夫在谈到他们的关系时说：“尽管腓特烈在逆境中总是最为稳定，但他仍被许多人认为是奢侈的……没有关于她的嫁妆或经济情况的信息，但值得注意的是，皇室恩惠的接受者和所有恢复受惠的个人不仅要给腓特烈本人，还要给贝亚特丽丝个人礼物，其中许多就像给皇帝的金银礼物一样都有记录。萨尔茨堡大主教康拉德二世就曾以钱财和礼物许诺，希望皇后居中调停让他重获圣宠。

### 晚年
腓特烈后来五次征战意大利时，貝亞特麗絲仍然随军，但不在军营而是在城市。腓特烈想让她远离谋杀和暴行。1174年腓特烈掠夺苏萨，为妻子复仇。维特博的戈弗雷说貝亞特麗絲这座敌意的城市的毁灭而高兴。
1176年的莱尼亚诺战役中，貝亞特麗絲在攻取托尔托纳后保全了城中的个人财产。因狮子亨利拒绝援助，腓特烈向貝亞特麗絲求援，但最终战败。成功逃脱的骑士们聚集在帕维亚，把腓特烈的死讯告诉貝亞特麗絲。貝亞特麗絲与整个帝国哀悼皇帝的死亡，本人也穿上了丧服，但三天后皇帝回来了。
1177年《威尼斯和约》后，根据和约，貝亞特麗絲在公共档案中将不再被称为皇后，因为她的加冕礼是由一位对立教宗主持的，因此被宣布无效。和约还规定，如果腓特烈驾崩，年幼的海恩里希继位而由貝亞特麗絲实际统治，则貝亞特麗絲母子仍然要遵守和约。没有关于这一规定实际执行情况的记录。
1178年7月30日，腓特烈在普罗旺斯的阿尔勒加冕为勃艮第国王。贝亚特丽丝在场，但她没有和他一起加冕。然而，1178年8月15日，贝亚特丽丝在维埃纳加冕为勃艮第王后。贝亚特丽丝在维埃纳加冕的原因不得而知：据推测，这是作为一种补偿，因为《威尼斯和约》已经以由一名对立教宗所执行为由正式将她作为皇后的加冕礼作废，但这也可能是为了表明她作为勃艮第的行宫女伯爵的新角色，如从这年起，她似乎一直留在勃艮第，而不是继续追随腓特烈。
这件事标志着贝亚特丽丝的生活发生了变化。当年晚些时候，腓特烈离开了勃艮第，但没有迹象表明贝亚特丽丝陪他回到德国，或者继续跟随他周游整个帝国。此后，她被证实只去过三次德国：1179年的圣彼得和保罗节，1182年和1184年的五旬节宫廷。相反，贝亚特丽丝似乎留在了勃艮第，这是她第一次独自管理这个伯国：她有一些1181年以前的现存的宪章，但从那一年到她去世之间有9个，都是关于勃艮第事务的。她的许多勃艮第宪章都是由她指定的勃艮第的行宫伯爵继承人小儿子奥托和他显然也和她在一起的老师见证的。事实上这是与腓特烈的分割，他们不和的原因在一件事实上有暗示：与她的配偶相反，贝亚特丽丝在宪章中继续称自己为皇后。生活在等级森严的中世纪社会的貝亞特麗絲并非淡泊名利，她和同时代的其他皇后一样有着严格的等级观念及重视名誉。

### 艺术赞助人
貝亞特麗絲在生前被誉为一位有教养的公主。
1163年，阿塞尔博·莫雷纳写了一篇关于貝亞特麗絲的赞美诗，称赞她是一个“literata”（一个精通拉丁语的女人）。根据16世纪的记载，她墓碑上由八首诗组成的拉丁墓志铭的作者是她自己。她是一个藏书家，正如她送给克莱门斯·玛格丽特夫人的那首富有的诗篇所表明的那样。
德国恋歌传统的早期发展与貝亞特麗絲和她带到巴巴罗萨宫廷的法国游吟诗人有关，尤其是普罗万的居约。阿拉的高蒂耶为她献上了他的《伊利与加莱伦》的长版。

### 去世
1184年，貝亞特麗絲在茹村因不明疾病而病倒，很快去世，享年40岁左右。她被葬在施派尔主教座堂，但她的心葬在茹村的旧本笃会修道院。腓特烈为她早逝而悲痛，1189年4月还在参加十字军东征前一个月为此捐助了贝桑松的圣埃蒂安教会。

## 子女
貝亞特麗絲和腓特烈有如下的孩子：
1. 碧翠丝（1162年末/1163年初——至少1174年初/1179年）。西西里国王古列尔莫二世向她求婚，但婚约未能达成。她在1173年嫁给了沙龙伯爵吉约姆二世，是沙龙女伯爵碧翠丝的母亲。[16]
2. 腓特烈五世（帕维亚，1164年7月—1170年11月28日），夭折
3. 亨利六世（尼美根，1165年11月—1197年9月28日）[3]
4. 康拉德（莫迪利亚纳，1167年2月—阿卡，1191年1月20日），兄长死后改名腓特烈六世[3]
5. 朱迪思？[17]（1168年10/11月—1184年末）。她与普瓦图伯爵理查（后来的英格兰国王）订婚，但在婚前去世。
6. 勃艮第伯爵奥托一世（1170年6/7月—被杀于贝桑松，1200年1月13日）[3]
7. 士瓦本和罗腾堡公爵康拉德二世（1172年2/3月—被杀于杜拉赫，1196年8月15日）
8. 雷纳德（1173年10/11月—1174年4月前/1178年10月后不久）。
9. 威廉（1175年6/7月—1178年10月后不久）。
10. 菲利普（1177年2月/3月—被杀于班堡，1208年6月21日），1198年为日耳曼国王[3][18]
11. 阿格妮丝（1179年初—1184年10月8日）。她与匈牙利国王伊姆雷订婚但在婚前去世。

## 反应
记录貝亞特麗絲政治活动的材料相对较少，尤其是与奥托皇朝和萨利安皇朝的皇后和王后相比。然而，最近的研究表明，皇后在当时政治生活中的作用比之前估计的要重要得多。这在一定程度上体现在同时代人通过皇后影响皇帝决策的努力上。例如，当巴巴罗萨在1162年拒绝听取米兰的求饶请求时，这座城市转向了貝亞特麗絲。她倾向于代表与她个人有联系的人以及教堂、修道院和医院进行干预。她作为巴巴罗萨信任的政治伙伴的地位也体现在当时的各种表现中，包括硬币上。

## 文学形象
貝亞特麗絲是翁贝托·埃科的小说《波多利诺》中的一个人物，主人公深深地爱上了她——这段爱情仅限于一个吻。
2009年电影《巴巴罗萨》（又作《战争之剑》与《巴巴罗萨：围城之主》），西西·卡塞爾扮演主角之一的贝亚特丽丝。

## 资料
- Commire, Anne; Klezmer, Deborah (编). . Yorkin Publications. 1999.
- Freed, John B. . Yale University Press. 2016.
- Kinkade, Richard P. . University of Toronto Press. 2020.
- Novobatzky, Peter; Shea, Ammon. . Orlando: Harcourt. 2001. ISBN 9780156011495.
- Walford, Edward; Cox, John Charles; Apperson, George Latimer. . The Antiquary. 1885, XI: 119–123.